# 遠州忩劇
遠州忩劇（えんしゅうそうげき）とは、永禄5年（1562年）から同9年（1566年）にかけて発生した、遠江国内の主に天竜川流域における複数の国衆による駿河今川氏への大規模な叛乱のことである。

## 政治背景
戦国期の遠江国は駿河今川氏の侵攻を受け、永正14年（1517年）に今川氏親が遠江守護である斯波氏を打ち破り、浜松荘代官・大河内貞綱を討ち取り守護・斯波義達を生け捕る大勝を挙げた。これ以降遠江国は今川氏の領国に組み込まれ、飯尾氏・天野氏・井伊氏などの遠江の国衆は今川氏の傘下に入った。
氏親の死後も跡を継いだ氏輝・義元によって遠江国や隣国・三河国は今川領国として支配下にあったが、永禄3年（1560年）の桶狭間の戦いで義元が討ち死にすると転機が訪れる。今川氏の家督は子の氏真が継いだが、翌年（1561年）3月の上杉謙信の関東侵攻を受けた同盟国・後北条氏への援軍派遣や4月の松平元康（徳川家康）の三河牛久保城攻撃による今川氏からの離反により、情勢は一気に不安定化した。三河国は今川方と松平方の国衆に分かれて国を二分する紛争状態となり、足利義輝や北条氏康による今川・松平両者の和睦を斡旋する動きもあったが、各勢力の努力虚しく両者は紛争を継続させていった。
このような三河国の情勢不安定化は隣国である遠江国にもやがて波及していき、永禄6年（1563年）頃から遠江各地の国衆が同時多発的に今川氏から離反していった。
永禄6年4月、今川氏真は「三州御用」、すなわち松平元康討伐を名目に領国から臨時徴税を実施した。その直後に三河国では酒井忠尚ら今川方の国衆が元康打倒の兵を挙げる。これは、氏真による元康討伐の動きに呼応したものと推測されている。しかし、氏真は北条氏康の要請に応じて三河出兵を中止して武蔵国の太田資正討伐に援軍を送ってしまった。氏真が三河ではなく関東に出陣した理由には氏康に援軍を送ることで、後に武田信玄・氏康からの援軍をもらうことを期待していたと考えられる。
三河国内では氏真の背信にもかかわらず、今川方の動きが活発化し、更に12月には三河一向一揆まで発生する。反元康勢力は今川氏の軍事介入を期待していたと推測されるが、遠江側では臨時徴税を強いられたにもかかわらず、その目的であった元康討伐が実施されなかったことで情勢不安定化を招きつつあった。

## 叛乱の動向

### 井伊氏の叛乱
永禄5年（1562年）3月もしくは12月に井伊谷を本拠とする国衆井伊氏の当主・井伊直親が松平氏に内通し、これに対して今川氏真は直親を掛川城にて処刑したとされる。これにより「遠州忩劇」が始まったとされるが、この井伊氏の叛乱は『井伊家伝記』等の後世の井伊氏の家譜類にのみ記載があり一次史料では確認できず、叛乱の事実そのものを疑う見方もある。また、井伊直親がこの時期の井伊氏当主であったとする明証はなく、今川方に殺害されたという話も疑問視されている。

### 飯尾氏の叛乱
飯尾氏は元は三河吉良氏の浜松荘代官であり、今川氏親の遠江侵攻に際して今川方に属したことで引間城周辺を領するようになった国衆である。飯尾氏当主・飯尾連龍は松平氏に内通して永禄6年（1563年）12月に今川氏から離反し、頭陀寺城に飯尾家臣・飯尾土佐と江馬弥七が立て籠もった。今川氏は飯田口合戦で飯尾方を打ち破り、氏真が富士又八郎・小笠原清有・朝比奈信置らに感状を与えている。翌年（1564年）2月にも引間口で合戦が起きているが、今川氏が中々飯尾氏の叛乱鎮圧を行えずに苦戦していたようである。4月に飯尾連龍は松平家康と対面し、鷲津本興寺に松平軍が乱入し各地の今川方への攻撃が行われた。
ただし、当時の松平元康は酒井忠尚ら反今川国衆や一向一揆の対応にも追われ、飯尾氏を十分に支援することが出来なかった。反対に三河国内の反元康勢力の立場からすれば、今川氏が飯尾氏の叛乱鎮圧に追われたことで期待されていた今川氏による三河出兵の可能性が喪われていくことになった。
同年10月になると今川氏真は飯尾連龍を赦免し、連龍の籠る頭陀寺城の破却を命じた。しかし翌年（1565年）12月に連龍が再び松平氏に内応したことが発覚すると、20日に氏真によって連龍は処刑される。その後も飯尾氏の家臣団は松平氏に通じて今川氏への抵抗を継続し、飯尾氏家老の江馬時成・泰顕が松平家臣・石川数正と酒井忠次より加勢を約束する起請文を受け取っている。江馬氏の叛乱は翌年4月21日付で氏真から江馬氏に知行安堵が行われたことでひとまず終結したとみられる。

### 天野氏の叛乱
天野氏は山香荘に割拠した国人領主であり、今川氏の遠江侵攻に加担しその従属国衆となっていた。天野氏の系統は多数存在し、そのうち有力なものに本来の宗家であり七郎・安芸守を名乗る系統と、今川氏の遠江侵攻に貢献して台頭してきた宮内右衛門尉を名乗る系統があった。当時の惣領は安芸守系統の天野景泰であったが、領内支配や惣領権を巡り宮内右衛門尉系統の天野藤秀と対立しており、永禄5年（1562年）2月に今川氏を巻き込んだ訴訟問題を起こしている。この際に今川氏が藤秀に有利な裁定を下したことから景泰が不満を抱き、翌年（1563年）閏12月に今川氏に対して叛乱を起こした。
しかしこの叛乱はかねてより景泰の軍役負担に不満を抱いていた在地被官の助力を得られず、また同族の天野藤秀が今川方に残留し討伐軍に加わったことから、藤秀や天野氏同心の尾上正良によって同月中に鎮圧された。その後の天野氏は藤秀が惣領職となり再び今川配下の従属国衆となって存続した。

### 奥山氏の叛乱
奥山氏は山香荘奥山郷を領する国衆であり、天野氏の同心でもあった。当時の惣領・奥山吉兼は寄親である天野景泰に同心して叛乱を起こしたが、庶流の奥山定友・友久兄弟は今川方に残留して今川氏より惣領職を安堵された。しかし奥山氏は早期に叛乱が鎮圧された天野氏と異なり、叛乱側である奥山吉兼が引き続き奥山郷を実効支配した。このため定友・友久兄弟は今川氏より替地として上長尾郷（現・川根本町）を与えられ、天野藤秀や天方三河守と共に中尾生城の普請を行い叛乱軍に備えた。この吉兼ら叛乱側が奥山郷を実効支配する状態は永禄12年（1569年）に今川氏が滅亡するまで継続したとみられている。

### その他
上記の他に二俣城の松井宗恒、見附端城の堀越氏延も今川氏に離反したとされるが（『浜松御在城記』『今川家譜』）、詳細な動向は一次史料で確認できない。松井氏に関しては永禄6年（1563年）10月21日付で、松井宗恒の謀反を受けて今川方に残留した祖父・貞宗に遠江堀越郷を給付している文書が残っているが、一連の叛乱と直接関係するかは確認できないという。翌7年（1564年）2月25日付で二俣領内の八幡神主へ今川氏真の禁制が発給されていることから、この時期に今川軍が二俣城方面を攻撃していたことが示唆されている。堀越氏に関しては堀越氏延の嫡孫である氏朝が母方の伯父である北条氏康の元に移り、永禄3年（1560年）には氏康の意向で同族である関東吉良氏を継承していることから、河東の乱後に系譜上では氏延の弟とされている堀越貞朝が堀越氏を継承したものの、忩劇の際に離反して滅ぼされたのではないかとする説もある（乱後にかつての堀越氏の所領が松井貞宗や匂坂長能に与えられていることから）。
また、大石泰史は、佐野郡西郷荘の在地領主であった遠江西郷氏が遠州忩劇を経て一族同士の西郷信房と西郷伊予守が争い、今川氏と結びついた信房が勝利し領主権を手に入れたとしている。
| 年                 | 月日（旧暦） | 事項                                                                                       |
| ------------------ | ------------ | ------------------------------------------------------------------------------------------ |
| 永禄6年（1563年）  | 12月初頭     | 引間城主・飯尾連龍が今川氏から離反する。                                                   |
|                    |              | 飯尾連龍家臣の飯尾土佐と江馬弥七が頭陀寺城に立て籠もる。                                   |
|                    |              | 今川軍、飯田口合戦で飯尾方と合戦。                                                         |
|                    | 12月20日     | 今川氏真が富士又八郎・小笠原清有らの飯田口合戦での戦功を賞する。                           |
|                    | 閏12月16日   | 今川氏真が朝比奈信置の飯田口合戦での戦功を賞する。                                         |
|                    |              | この頃、犬居城主・天野景泰が今川氏より離反する。奥山郷の奥山吉兼も天野氏に同調し離反する。 |
|                    | 閏12月24日   | 天野藤秀や天野氏同心・尾上正良により景泰らが討伐される。                                   |
| 永禄7年（1564年）  | 正月3日      | 今川軍、飯尾方と合戦。                                                                     |
|                    | 正月6日      | 今川氏真が朝比奈信置の3日の合戦での戦功を賞する。                                          |
|                    | 2月24日      | 今川軍、引間口にて飯尾方と合戦。                                                           |
|                    | 2月25日      | 今川氏真が野辺郷の山王神主（磐田市豊岡村）・二俣の八幡神主（浜松市天竜区）に禁制を与える。 |
|                    | 3月2日       | 今川氏真が大村高信らの引間口での合戦の戦功を賞する。                                       |
|                    | 4月8日       | 飯尾連龍、松平家康と対面。                                                                 |
|                    |              | 松平軍が鷲津本興寺に乱入する。                                                             |
|                    | 10月2日      | 今川氏真、飯尾連龍を赦免し、頭陀寺城の破却を命じる。                                       |
| 永禄8年（1565年）  | 9月21日      | 今川氏真、総真寺（森町）に禁制を与える。                                                   |
|                    | 10月20日     | 今川氏真、飯尾連龍が再び松平氏に内応したことを受けて、連龍を処刑する。                     |
|                    | 10月30日     | 飯尾家臣の江馬時成・泰顕が松平氏家臣の酒井忠次・石川数正から起請文を受け取る。             |
| 永禄9年（1566年）  | 正月6日      | 飯尾家臣の江馬時成・泰顕が松平氏家臣の渡辺氏から起請文を受け取る。                         |
|                    | 正月10日     | 松平家康、江馬時成に引間本領1220貫文を安堵する。                                           |
|                    | 4月21日      | 今川氏真、江馬時成・泰顕に浜松荘内で1000貫文を安堵する。                                   |
| 永禄10年（1567年） | 正月22日     | 奥山定友・友久兄弟、今川氏真より中尾生城の普請を命じられる。                               |

## 叛乱後の影響
一連の叛乱終結により遠江国内の情勢は安定化し、また今川氏真による徳政令・楽市・用水問題の裁定等の積極的な領国経営策により遠江国の支配は安定化した。その一方で遠江国での叛乱により三河国における今川氏の影響力は極端に弱まり、加えて三河国での松平氏への叛乱や一向一揆に対する介入の好機を逃すことにもなり、松平元康に反対勢力の排除を行う時間的余裕を与えることにもなった。
永禄6年（1564年）2月には長らく今川方であった奥平定能が離反し、同9年（1566年）5月には唯一三河国内で今川方に残留していた牛久保城主・牧野成定までも松平氏に従属したことから、三河国から今川氏の影響力は完全に排除された。松平氏の三河経略後に今川氏と松平氏は三河・遠江の国境で小康状態となるが、氏真は信玄や氏康と共同した軍事行動をとる余裕を失った。
また遠江国内での長期にわたる叛乱の継続は今川氏真の同盟相手であった信玄の氏真に対する不信感を招き、氏真の国主としての器量を疑問視する引き金となったとする説もある。この説によると、遠州忩劇を経て生じた信玄の氏真に対する不信感が今川・武田間の外交関係の悪化を招き、義信事件や武田氏の駿河侵攻を招く事態となったとされている。
今川氏真は遠州忩劇の終結後も駿河・遠江二ヵ国の大名として存立するが、永禄11年（1568年）から開始された武田信玄・徳川家康による今川領国の侵攻を受け、やがてその領国を失うことになる。